# Pendolari (singolo)
Pendolari è un singolo del rapper italiano Shade, pubblicato il 13 gennaio 2023 come secondo estratto dal quarto album in studio Diversamente triste.

## Video musicale
Il video, diretto da Matteo "Colomovie" Colombo, è stato reso disponibile il 16 gennaio 2023 attraverso il canale YouTube del rapper e vede la partecipazione dell'influencer Nicky Passarella.

## Tracce
Testi di Vito Ventura, musiche di Giacomo Roggia e Andrea Filippone.
1. Pendolari – 2:55